# Деменковы
Деменковы — древний дворянский род.
Григорий Деменков служил казачьим атаманом (1589).
Григорий Михайлович (ум. 1651) служил по Рыльску, потомство его: Никифор Григорьевич и Патрикей Никифорович Деменковы жалованы поместьями (1648). Сын боярский Михаил Деменков служил по Воронежу (1678-1683). Владели населёнными имениями (1699) трое представителей рода.
Род его внесён в VI часть родословной книги Курской губернии. Герб рода Деменковых внесён в Часть VI Общего гербовника дворянских родов Всероссийской империи, стр. 82.
Есть ещё два рода Деменковых, позднейшего происхождения.

## Описание герба
Щит разделён горизонтально на две части, из коих в верхней в красном поле, находится серебряный лебедь (польский герб Лебедь). В нижней части в голубом пол означен золотой лук (изм. польский герб Лук) и на нём крестообразно положены бердыш и стрела, остриями в правую сторону.
Щит увенчан дворянскими шлемом и короной. Нашлемник: три страусовых пера. Намёт на щите красный, подложенный серебром.